# هانزلو
longitudeهانزلوlatitudeهانزلو
هانزلو (به انگلیسی: Hounslow) یک ناحیه در لندن است که در منطقه هانزلو لندن واقع شده‌است.

## خصوصیات
هانزلو ۷٫۹۴ کیلومترمربع مساحت و ۶۶٬۲۹۲ نفر جمعیت دارد.

## شهرهای خواهرخوانده
- ایسی-له-مولینو، France[۲]
- لاهور, پاکستان[۲]
- رام‌الله, فلسطین[۲]

منطقه هانزلو لندن نیز خواهرخوانده منطقه Leningradsky District در سرزمین کراسنودار، روسیه می‌باشد..

## نگارخانه

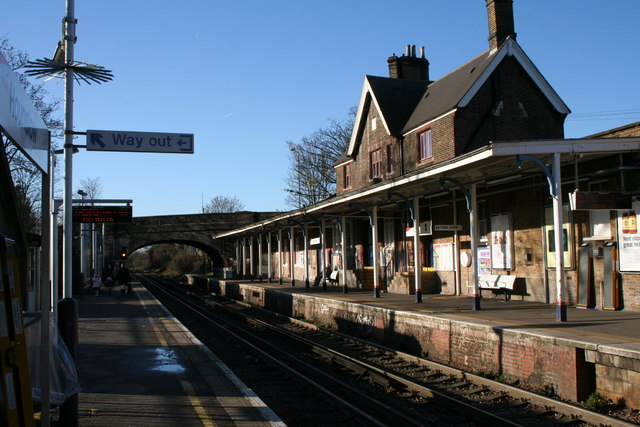
Hounslow Railway Station
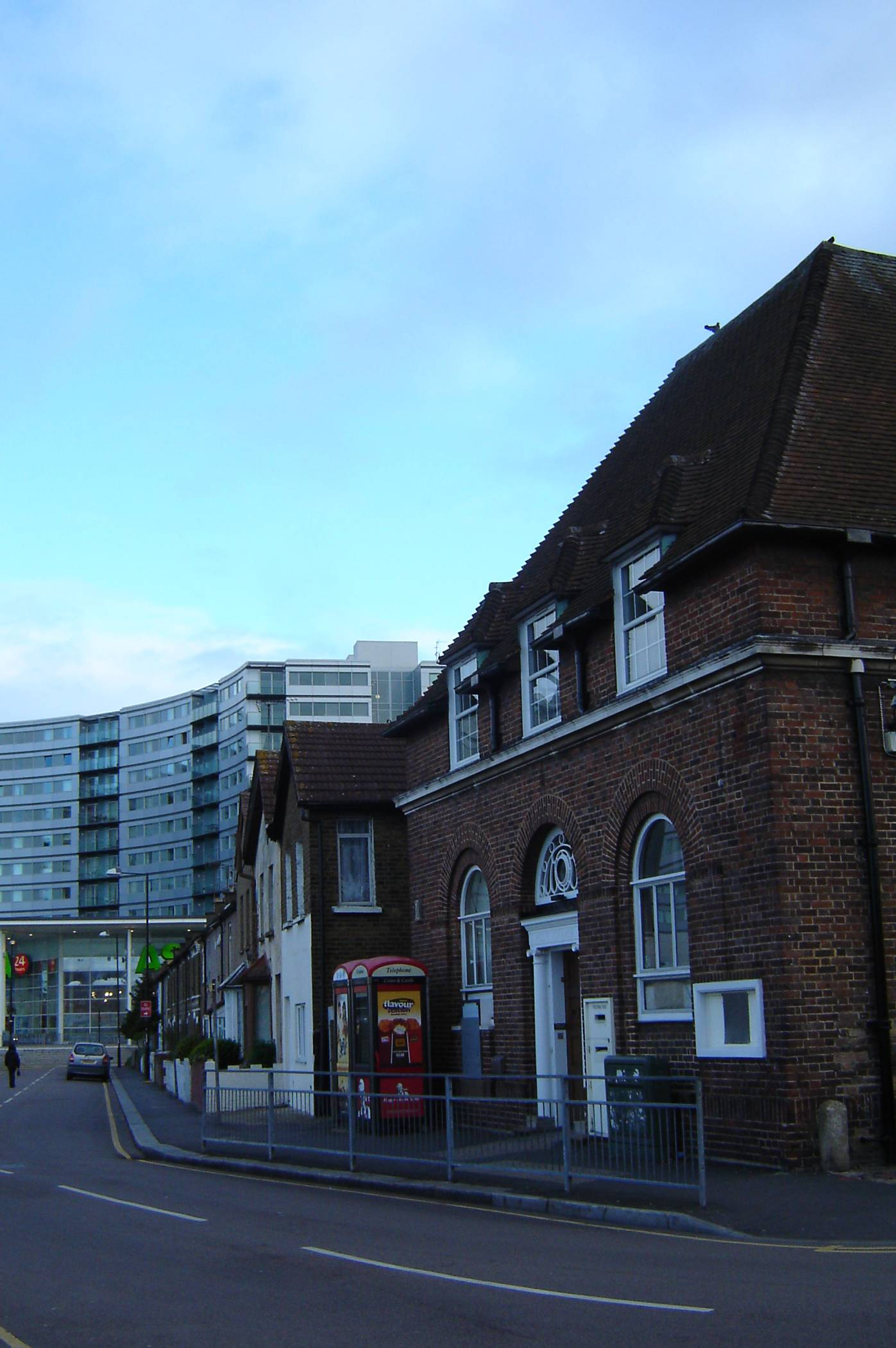
Old post office
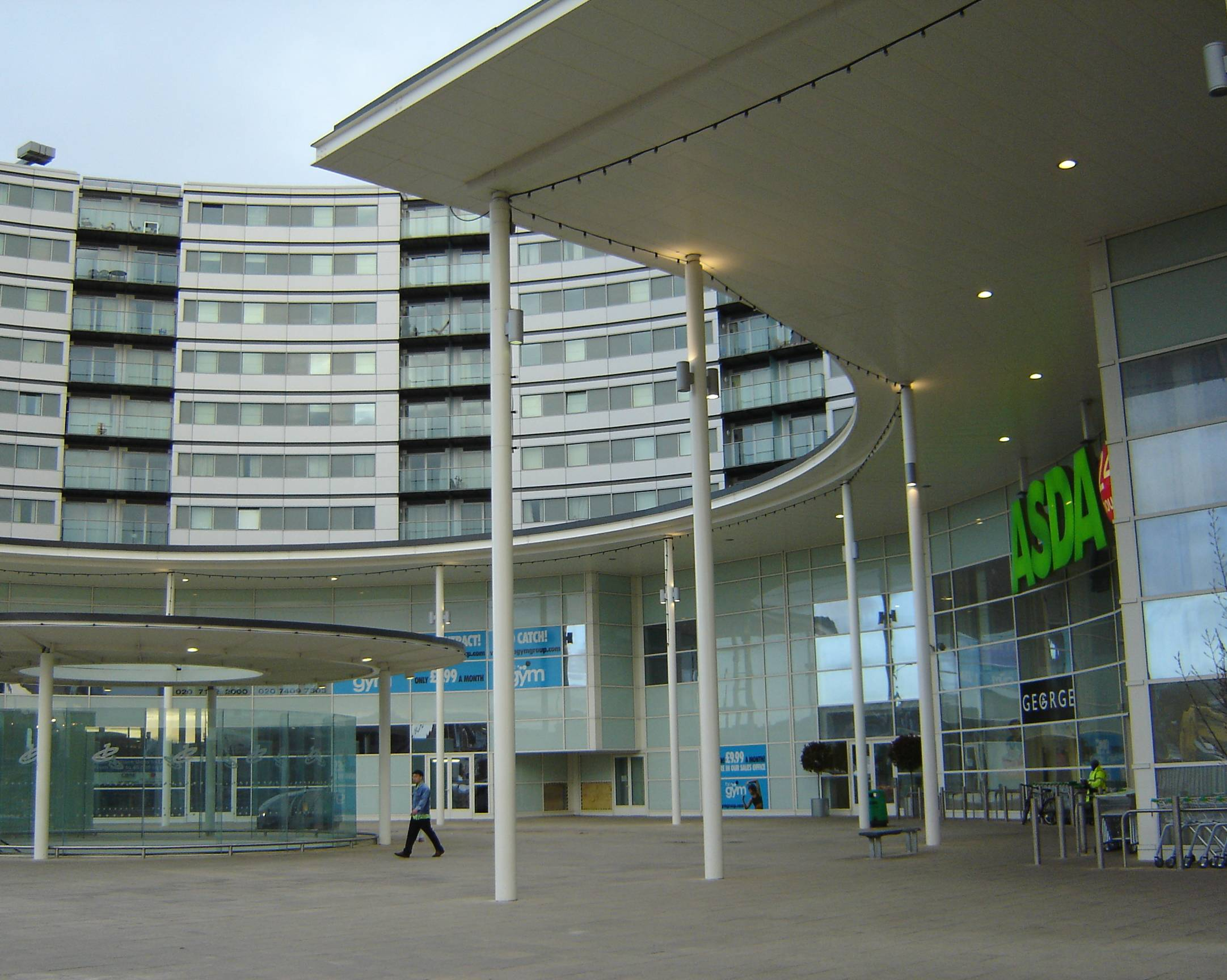
Blenheim centre
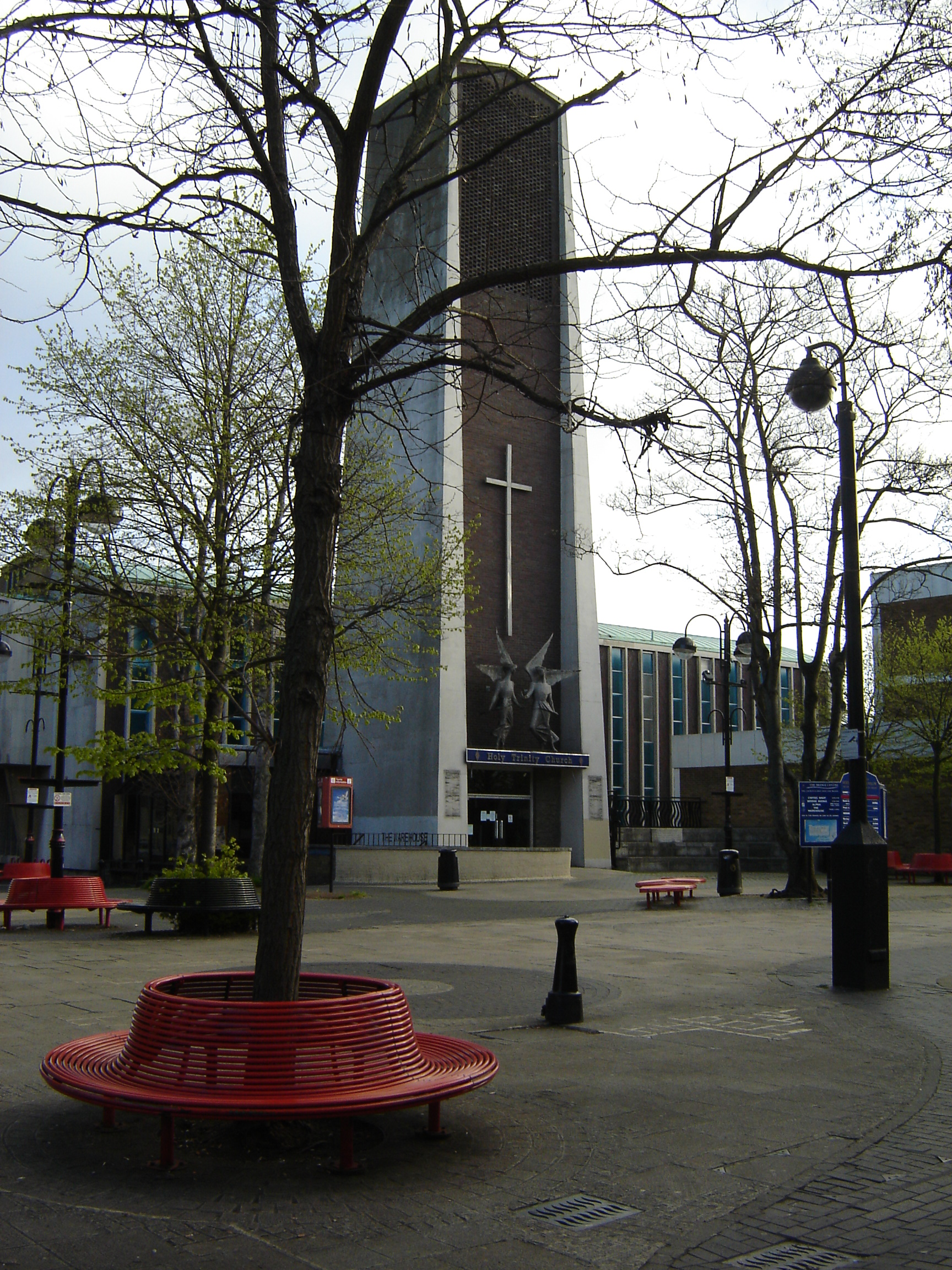
Holy Trinity Church
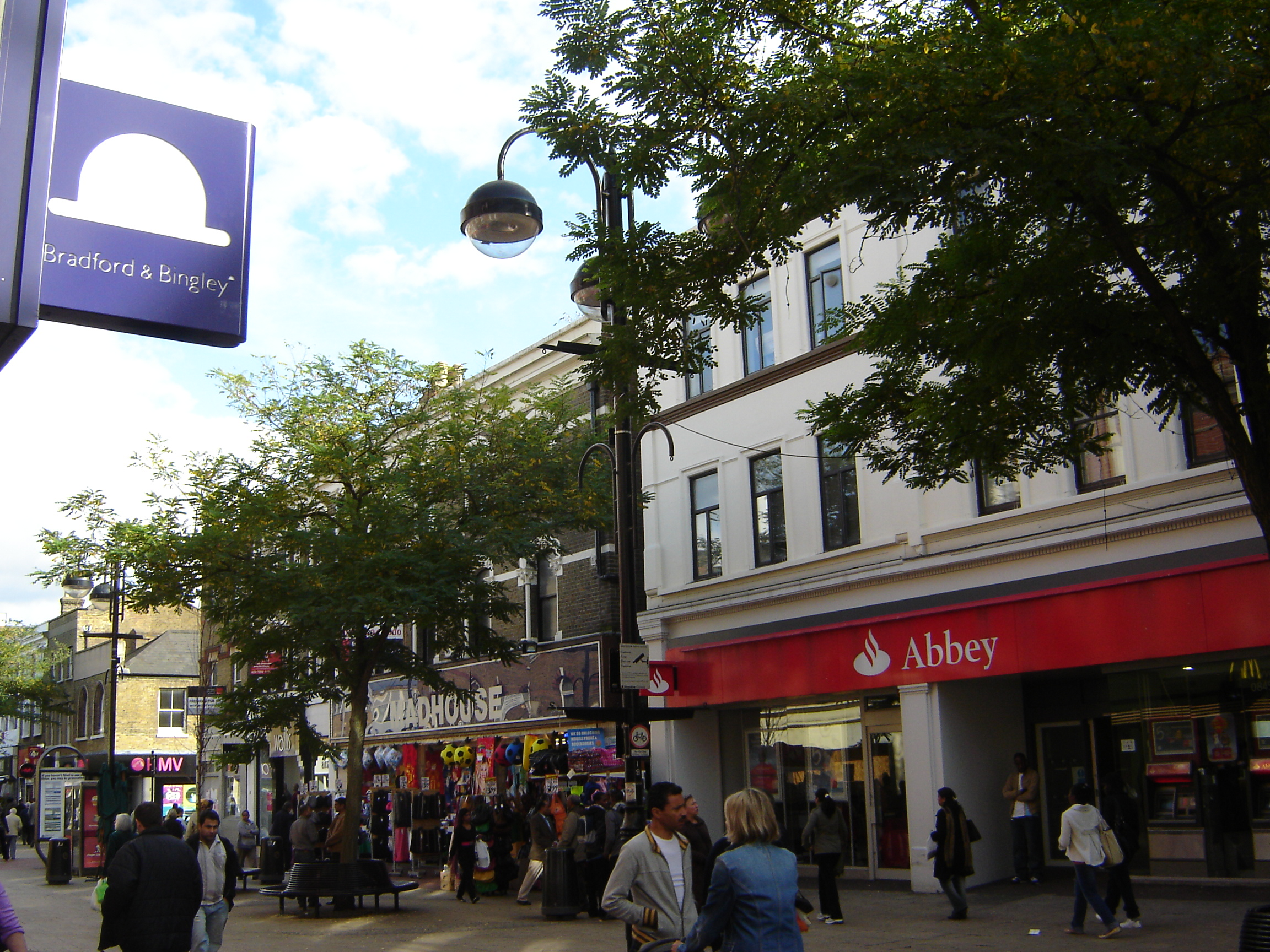
Banks
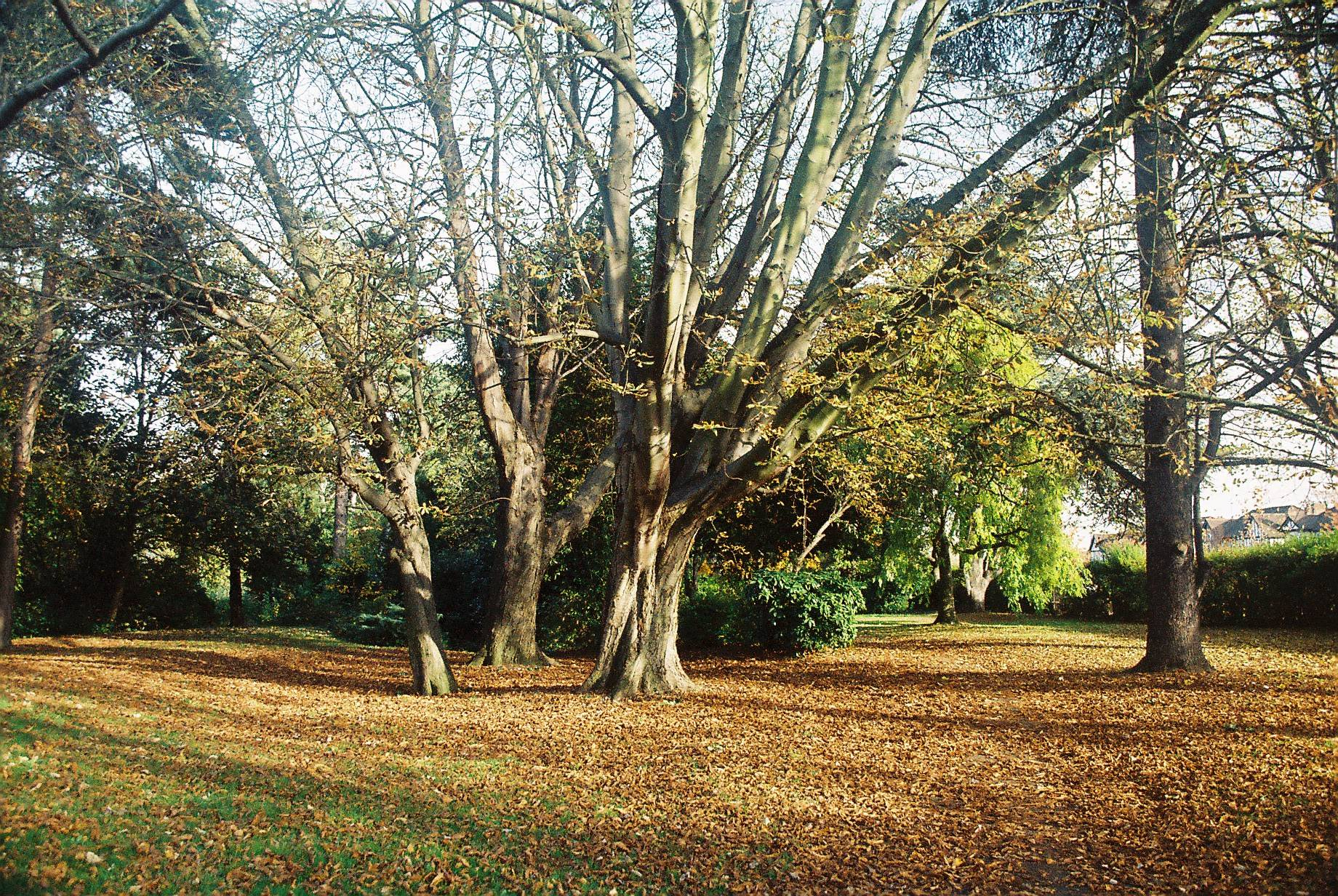
Jersey Gardens
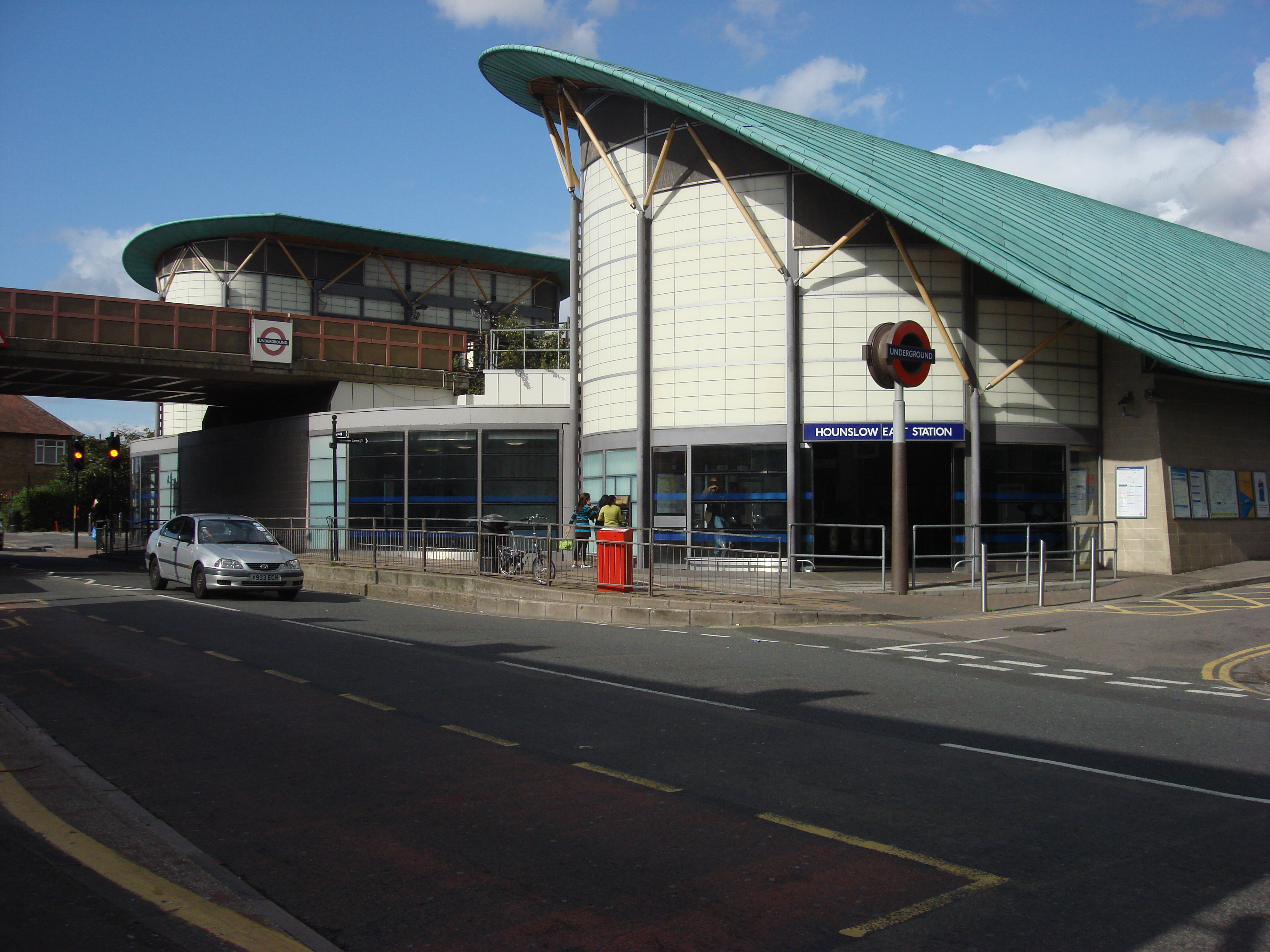
Hounslow East tube station
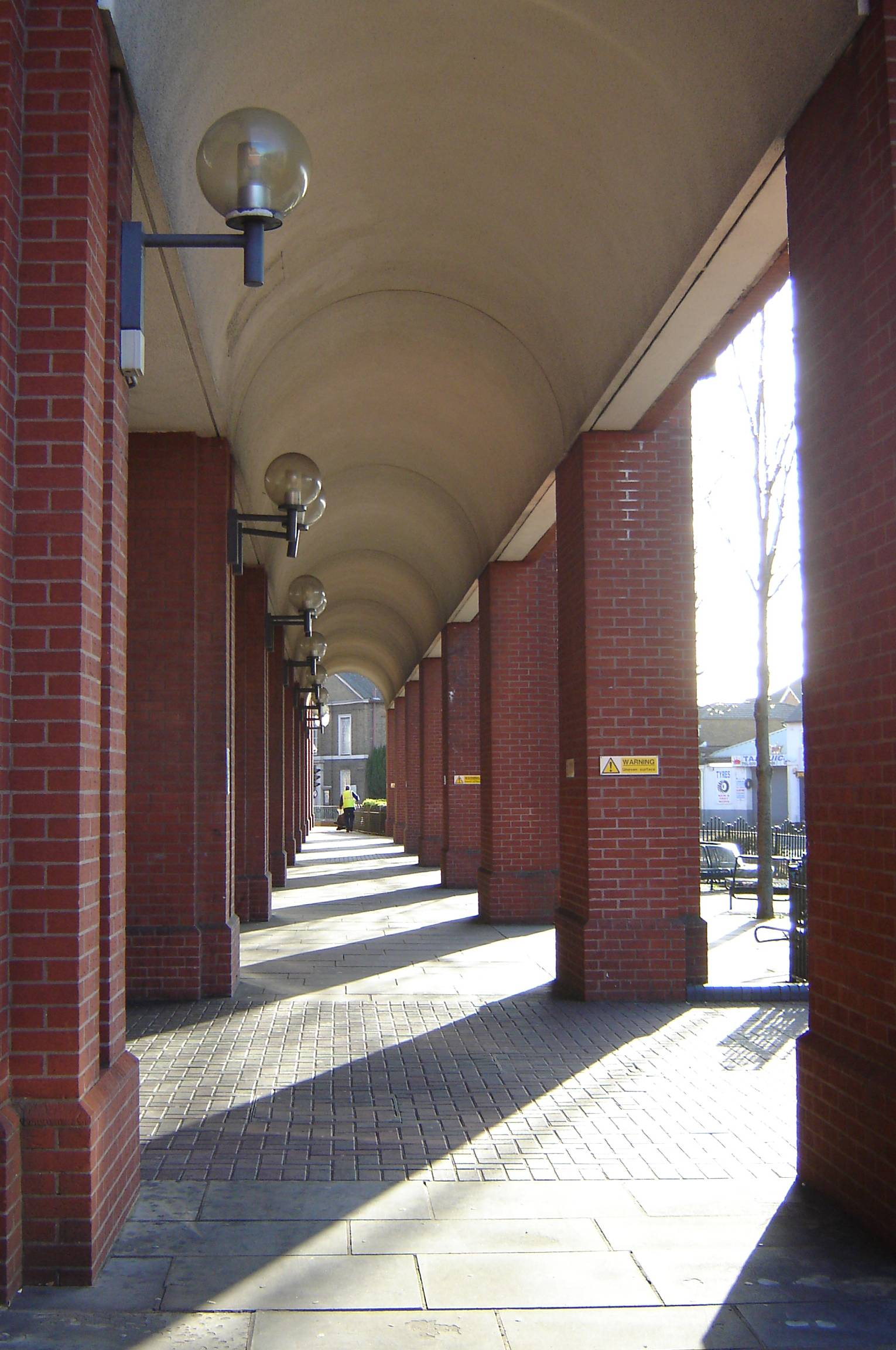
Rear of the Treaty centre